# Eudyptes pachyrhynchus
El pingüino de Fiordland (Eudyptes pachyrhynchus), o tawaki en lengua maorí, es una especie de ave esfenisciforme de la familia Spheniscidae nativa de Nueva Zelanda. Como su nombre indica cría en la costa de Fiordland y las islas cercanas, así como en la isla Stewart.